# Black Holes and Revelations
Black Holes and Revelations –en español: “Agujeros negros y revelaciones”– es el cuarto álbum de estudio de la banda británica de rock alternativo Muse, publicado el 3 de julio de 2006 a través de Warner Bros. Records y Helium-3. Sus sencillos fueron: "Supermassive Black Hole", "Starlight", "Knights of Cydonia", "Invincible" y "Map of the Problematique".
Este trabajo sigue la línea estilística de su anterior disco, Absolution, pero con un estilo menos agresivo, además de contar con letras más ideológicas y políticas que en sus primeros trabajos. Concretamente, el álbum explora temas como la corrupción política, invasiones alienígenas, rebelión y conspiraciones como el New World Order. Asimismo, este álbum representa la primera vez que Muse comienza a abarcar géneros fuera del rock, como la música latina, el folclore, el pop, el jazz, el soul, y sonidos más urbanos, como pone de manifiesto “Supermassive Black Hole”. Entre sus influencias se encuentran Depeche Mode, Prince, Millionaire, Lightning Bolt, Rage Against the Machine, Sly and the Family Stone, Ennio Morricone, Nina Simone y música de Italia, donde Bellamy residía en esos años.
Al preguntársele por el título del álbum, Bellamy explicó: «son las dos áreas de la composición para mí. Una revelación sobre uno mismo, algo personal, algo genuino de una naturaleza cotidiana con la que a lo mejor otra gente se pueda identificar. Y los agujeros negros son las canciones que provienen de regiones desconocidas de la imaginación.»

## Composición
El disco fue grabado en Nueva York, Londres, Milán y el sur de Francia, y fue producido por Rich Costey, quien también produjo Absolution. Fue en este momento cuando Muse comenzó a interesarse en el software de los estudios y en la producción en general.
La música electrónica comenzó a tener una presencia más importante, como se puede ver en la primera pista, «Take a Bow», una clara fusión de música clásica, rock y electrónica. «Starlight» e «Invincible» presentan elementos más pop rock y personales, mientras que «Soldier's Poem» es un tema acústico que muestra la cara más minimalista y reflexiva de Muse. «Knights of Cydonia», inspirada por «Telstar» de The Tornadoes, banda del padre de Matt Bellamy, tiene influencias del surf rock y de las películas de spaguetti western. Se trata de un tema de rock progresivo que el trío se tomó a broma en el estudio, pero que terminó convirtiéndose en uno de los mayores clásicos de la banda. 
Como anécdota, David Bowie presenció algunas de las sesiones de grabación de «Black Holes and Revelations», y ofreció a Muse hacer una colaboración. No obstante, Matt declinó su oferta porque aún no se veía preparado. La colaboración nunca sucedió. 
Al igual que «Absolution», la portada del disco fue creada por Storm Thorgerson, quien se inspiró principalmente en «Invincible» y «Knights of Cydonia». Thorgerson quería incluir a los cuatro jinetes del Apocalipsis (representados por los cuatro hombres), mientras que Bellamy quería que tuviera lugar en Marte (Cydonia es una región de Marte). Los trajes de los hombres reflejan cuatro pecados del mundo moderno: paranoia (ojos), intolerancia (símbolos religiosos), narcisismo (espejos) y avaricia (dorado). La fotografía fue tomada en Bardenas, España. 

## Recepción
«Black Holes and Revelations» no fue del agrado de muchos fans al inicio, pues suponía un alejamiento de su sonido más pesado, y la participación en la banda sonora de la saga Crepúsculo se entendió como que el grupo se había vendido. Años más tarde, Chris Wolstenholme reconoció que sentía como que habían vendido sus almas. No obstante, con el paso del tiempo «Black Holes and Revelations» se convirtió en uno de los álbumes más populares y aclamados de la banda, dejando clásicos como «Starlight», «Supermassive Black Hole» o «Knights of Cydonia» para la posteridad. 
El álbum recibió reseñas mayormente positivas por parte de la crítica musical y llegó al número 1 en cinco países, y al top 10 en muchos otros, logrando el triple disco platino en el Reino Unido y un disco platino en los Estados Unidos. Recibió una nominación al Premio Mercury. En 2007 apareció en el libro 1001 Discos que Hay que Escuchar Antes de Morir. A fecha de 2018, «Black Holes and Revelations» ha vendido más de 4.5 millones de copias.

## Gira

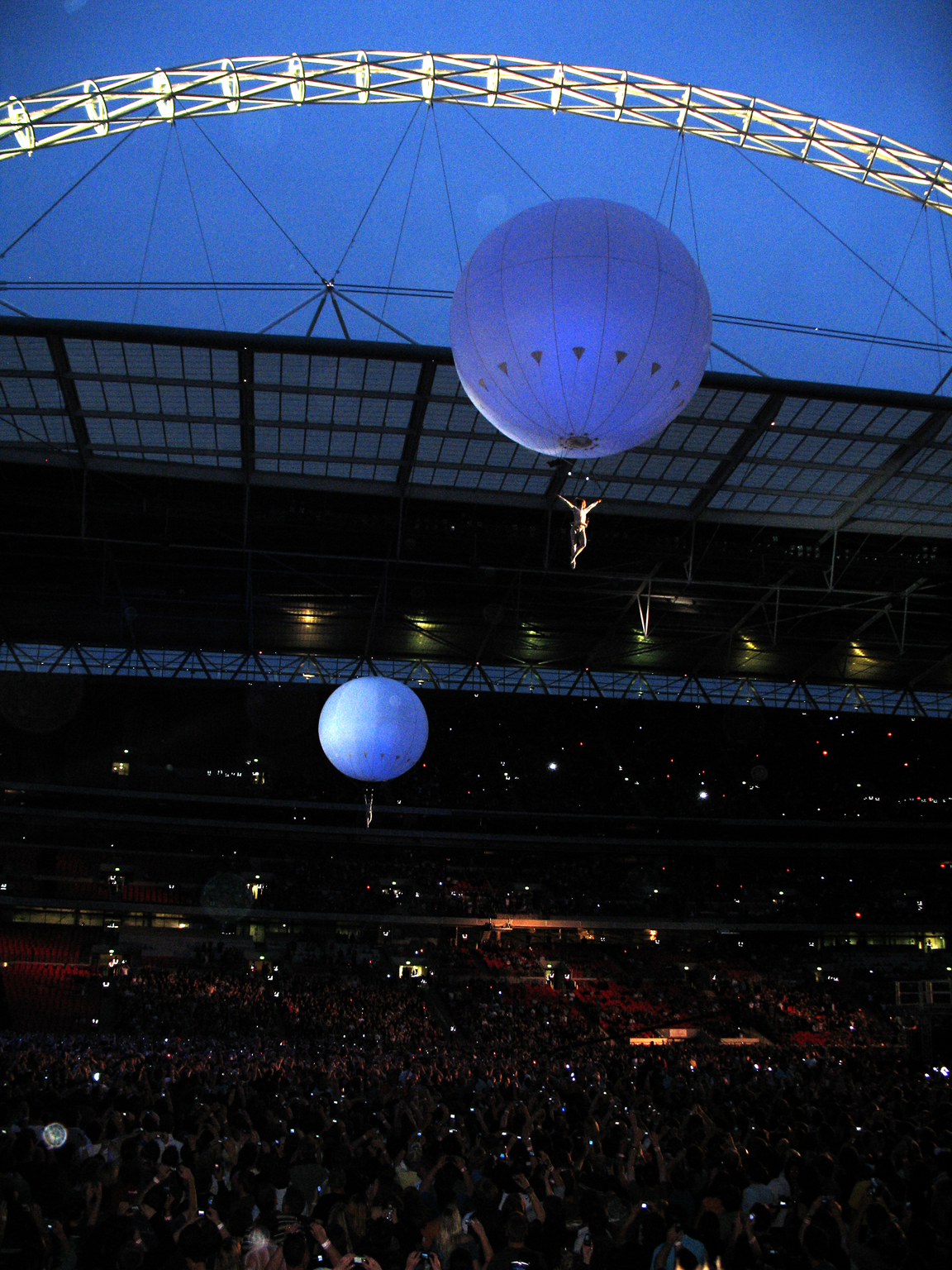
Acróbatas en "Helio Esferas", en un concierto de Muse en el estadio de Wembley, Londres.

Muse se embarcó en la gira mundial más grande que habían realizado hasta el momento. La era «Black Holes and Revelations» marcó el comienzo de Muse como una banda de estadios. Además, se hicieron notar por su extravagante uso de los efectos especiales durante las actuaciones. Bellamy más tarde reconoció que, al ser solo tres integrantes, temían que el público se aburriera de mirarles únicamente a ellos, de ahí el uso de efectos.
Muse fue el primer grupo en llenar el nuevo estadio de Wembley durante dos noches seguidas en 2007. El segundo concierto fue grabado y lanzado como DVD bajo el nombre HAARP, probablemente una referencia a la teoría conspirativa que dice que este programa controla el clima. 

## Lista de canciones
Todas las canciones escritas y compuestas por Matthew Bellamy.
| N.º | Título                     | Duración |  |
| 1.  | «Take a Bow»               | 4:35     |  |
| 2.  | «Starlight»                | 3:59     |  |
| 3.  | «Supermassive Black Hole»  | 3:29     |  |
| 4.  | «Map of the Problematique» | 4:17     |  |
| 5.  | «Soldier’s Poem»           | 2:03     |  |
| 6.  | «Invincible»               | 5:00     |  |
| 7.  | «Assassin»                 | 3:31     |  |
| 8.  | «Exo-Politics»             | 3:53     |  |
| 9.  | «City of Delusion»         | 4:48     |  |
| 10. | «Hoodoo»                   | 3:43     |  |
| 11. | «Knights of Cydonia»       | 6:06     |  |

| Edición japonesa e iTunes |                                                      |          |  |
| N.º                       | Título                                               | Duración |  |
| 1.                        | «Take a Bow»                                         | 4:35     |  |
| 2.                        | «Starlight»                                          | 3:59     |  |
| 3.                        | «Supermassive Black Hole»                            | 3:29     |  |
| 4.                        | «Map of the Problematique»                           | 4:17     |  |
| 5.                        | «Soldier’s Poem»                                     | 2:03     |  |
| 6.                        | «Invincible»                                         | 5:00     |  |
| 7.                        | «Assassin»                                           | 3:31     |  |
| 8.                        | «Exo-Politics»                                       | 3:53     |  |
| 9.                        | «City of Delusion»                                   | 4:48     |  |
| 10.                       | «Hoodoo»                                             | 3:43     |  |
| 11.                       | «Knights of Cydonia»                                 | 6:06     |  |
| 12.                       | «Glorious» (lado B del sencillo Invincible e iTunes) | 4:38     |  |

## Personal
Muse
- Matthew Bellamy – voz, guitarras, piano, sintetizadores.
- Christopher Wolstenholme – bajo, coros, contrabajo en “Soldier’s Poem”, sintetizadores en “Map of the Problematique” y “Hoodoo”.
- Dominic Howard – batería, percusión, y batería electrónica en “Supermassive Black Hole”, Buchla 200e en “Take a Bow”.

Personal adicional
- Marco Brioschi – trompeta.
- Edoardo de Angelis – violín.

## Posicionamiento
| Lista (2006)             | Mejor posición | Certificación | Ventas     |
| ------------------------ | -------------- | ------------- | ---------- |
| Australian Albums Chart  | 1              |               | 70.000+    |
| Austrian Albums Chart    | 4              |               |            |
| Belgian Albums Chart     | 2              |               |            |
| Billboard 200 (U.S.)     | 9              |               | 750.000+   |
| European Albums Chart    | 1              | [ 8 ]         | 2.000.000+ |
| French Albums Chart      | 2              |               | 350.000+   |
| German Albums Chart      | 4              |               | 100.000+   |
| Italian Albums Chart     | 2              |               | 80.000+    |
| Finnish Albums Chart     | 3              | [ 13 ]        | 15.000+    |
| Dutch Albums Chart       | 2              |               |            |
| New Zealand Albums Chart | 6              |               | 15.000+    |
| Norwegian Albums Chart   | 6              |               | 15.000+    |
| Portuguese Albums Chart  | 17             |               |            |
| Spanish Albums Chart     | 20             |               |            |
| Swiss Albums Chart       | 1              |               | 30.000+    |
| UK Albums Chart          | 1              |               | 900.000+   |
| Irish Albums Chart       | 1              |               | 15.000+    |

| Lista           | Año  | Posición |
| --------------- | ---- | -------- |
| UK Albums Chart | 2007 | 117      |
| UK Albums Chart | 2008 | 165      |
| UK Albums Chart | 2009 | 151      |
| UK Albums Chart | 2010 | 149      |